# ソコデ空港
ソコデ空港（Sokodé Airport）はトーゴの第二の都市、中央州の州都ソコデにある空港。